# Martin Exner
Martin Exner (* 20. prosince 1963 Praha) je český politik a obchodník v zahraničním obchodu, od října 2021 poslanec Poslanecké sněmovny PČR, v letech 2020 až 2024 zastupitel Středočeského kraje, v letech 2014 až 2022 starosta obce Nová Ves na Mělnicku, člen hnutí STAN.

## Život
Martin Exner je synem komunistického politika Václava Exnera. Sám však s komunistickými myšlenkami nikdy nesympatizoval, navíc se od nich v roce 2005 podpisem petice Zrušme komunisty distancoval.
Vystudoval Střední průmyslovou školu dopravní na Praze 5, ukončil ji v roce 1983. Po škole pracoval jako konstruktér letištních návěstidel až do roku 1992. Od sametové revoluce se věnoval exportu technologií elektráren, zejména vodních, a to do celého světa. Od roku 2014 je předsedou Okrašlovacího spolku Nových Ouholic a okolí.
Martin Exner žije v obci Nová Ves na Mělnicku, konkrétně v části Nové Ouholice. Má tři syny, mezi jeho zájmy patří cyklistika, politika a moderní dějiny.

## Politické působení
V komunálních volbách v roce 2014 byl zvolen jako nezávislý zastupitelem obce Nová Ves, když vedl kandidátku subjektu „OTEVŘENÁ NOVÁ VES – sdružení nezávislých kandidátů“. V listopadu 2014 se navíc stal starostou obce. Mandát zastupitele obce obhájil ve volbách v roce 2018, když jako člen hnutí STAN vedl kandidátku tohoto subjektu. V říjnu 2018 byl po druhé zvolen starostou obce. V komunálních volbách v roce 2022 kandidoval do zastupitelstva Nové Vsi jako lídr kandidátky hnutí STAN. Mandát zastupitele se mu podařilo obhájit, post starosty obce však neobhájil. Novým starostou obce byl 17. října 2022 zvolen Lukáš Jansa.
V krajských volbách v roce 2016 kandidoval jako nestraník za hnutí STAN do Zastupitelstva Středočeského kraje, ale neuspěl. Nicméně působil jako člen krajského výboru pro dopravu. Ve volbách v roce 2020 byl zvolen již jako člen hnutí STAN krajským zastupitelem. V krajských volbách v roce 2024 se mu mandát zastupitele obhájit nepodařilo.

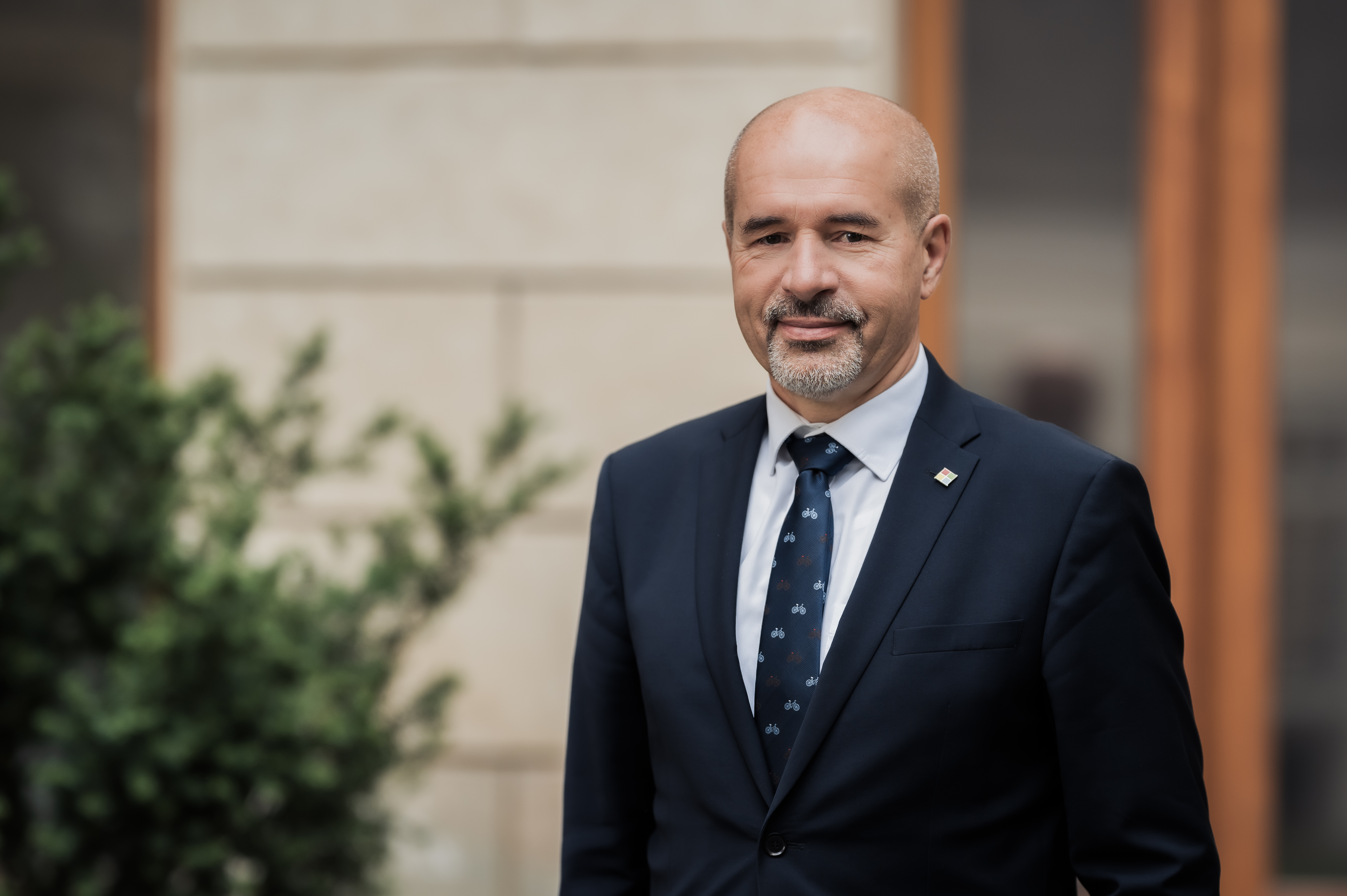

Ve volbách do Poslanecké sněmovny PČR v roce 2021 kandidoval jako člen hnutí STAN na 10. místě kandidátky koalice Piráti a Starostové ve Středočeském kraji. Vlivem 14 984 preferenčních hlasů však nakonec skončil pátý, a byl tak zvolen poslancem.
Ve volbách do Evropského parlamentu v červnu 2024 kandidoval jako člen hnutí STAN na 6. místě kandidátky koalice „Starostové a osobnosti pro Evropu“ (tj. STAN, SLK a nezávislí). Ve volbách získal 2 208 preferenčních hlasů a skončil jako pátý náhradník.
Ve volbách do Poslanecké sněmovny PČR v roce 2025 kandiduje na 4. místě kandidátky hnutí STAN ve Středočeském kraji.